# Воєнний стан в Україні з 2022 року
Воєнний стан в Україні 2022 року — воєнний стан по всій підконтрольній території України, введений у зв'язку з військовою агресією Російської Федерації проти України та продовження повномасштабної російської війни в Україні.

## Події й обставини запровадження
Вночі 24 лютого, після звернення очільника РФ до своїх громадян, Росія розпочала повномасштабний наступ в Україну. Російські регулярні війська атакували кордони в областях, які межують з РФ, Білоруссю та в околицях терористичних угрупувань Придністров'я, ДНР і ЛНР. У відповідь в Україні запровадили воєнний стан з 05:30 години 24 лютого 2022 року по всій підконтрольній Україні території. Володимир Зеленський на підставі пропозиції Ради національної безпеки і оборони України, відповідно до пункту 20 частини першої статті 106 Конституції України, Закону України «Про правовий режим воєнного стану», постановив запровадити в Україні воєнний стан строком на 30 діб.
Указ Президента № 64/2022 «Про введення воєнного стану в Україні» підтримало 300 народних депутатів.
| Період дії правового режиму воєнного стану                     | Указ Президента України   | Закон України            | Результати голосування |
| -------------------------------------------------------------- | ------------------------- | ------------------------ | --- |
| 5:30, 24 лютого 2022 (UTC+2) – 5:30, 26 березня 2022 (UTC+2)   | № 64/2022 від 24.02.2022  | № 2102-IX від 24.02.2022 | 300 підтримали, 0 відхилили, 0 утрималися, 10 не голосувало, 113 відсутні, 27 без мандата                                            |
| 5:30, 26 березня 2022 (UTC+2) – 6:30, 25 квітня 2022 (UTC+3)   | № 133/2022 від 14.03.2022 | № 2119-IX 15.03.2022     | Невідомо, зі слів головуючого на засіданні: 343 підтримали, 0 відхилили, 0 утрималися, 41 не голосувало, 38 відсутні, 28 без мандата |
| 5:30, 25 квітня 2022 (UTC+3) – 5:30, 25 травня 2022 (UTC+3)    | № 259/2022 від 18.04.2022 | № 2212-IX від 21.04.2022 | 300 підтримали, 0 відхилили, 0 утрималися, 86 не голосувало, 36 відсутні, 28 без мандата                                             |
| 5:30, 25 травня 2022 (UTC+3) – 5:30, 23 серпня 2022 (UTC+3)    | № 341/2022 від 17.05.2022 | № 2263-IX від 22.05.2022 | 320 підтримали, 0 відхилили, 0 утрималися, 58 не голосувало, 44 відсутні, 28 без мандата                                             |
| 5:30, 23 серпня 2022 (UTC+3) – 4:30, 21 листопада 2022 (UTC+2) | № 573/2022 від 12.08.2022 | № 2500-IX від 15.08.2022 | 328 підтримали, 0 відхилили, 0 утрималися, 27 не голосувало, 63 відсутні, 32 без мандата                                             |
| 5:30, 21 листопада 2022 (UTC+2) – 5:30, 19 лютого 2023 (UTC+2) | № 757/2022 від 07.11.2022 | № 2738-IX від 16.11.2022 | 294 підтримали, 0 відхилили, 0 утрималися, 46 не голосувало, 77 відсутні, 33 без мандата                                             |
| 5:30, 19 лютого 2023 (UTC+2) – 6:30, 20 травня 2023 (UTC+3)    | № 58/2023 від 06.02.2023  | № 2915-IX від 07.02.2023 | 348 підтримали, 0 відхилили, 0 утрималися, 22 не голосувало, 39 відсутні, 41 без мандата                                             |
| 5:30, 20 травня 2023 (UTC+3) – 5:30, 18 серпня 2023 (UTC+3)    | № 254/2023 від 01.05.2023 | № 3057-IX від 02.05.2023 | 324 підтримали, 0 відхилили, 0 утрималися, 40 не голосувало, 41 відсутні, 45 без мандата                                             |
| 5:30, 18 серпня 2023 (UTC+3) – 4:30, 16 листопада 2023 (UTC+2) | № 451/2023 від 26.07.2023 | № 3275-IX від 27.07.2023 | 347 підтримали, 0 відхилили, 0 утрималися, 14 не голосувало, 42 відсутні, 47 без мандата                                             |
| 5:30, 16 листопада 2023 (UTC+2) – 5:30, 14 лютого 2024 (UTC+2) | № 734/2023 від 06.11.2023 | № 3429-IX від 08.11.2023 | 329 підтримали, 0 відхилили, 0 утрималися, 19 не голосувало, 55 відсутні, 47 без мандата                                             |

23 січня 2023 року Рада національної безпеки та оборони України вирішила, що у період мобілізації та під час воєнного стану державні службовці можуть виїжджати за межі України виключно у службові відрядження.